# Alexandru Clavel
Alexandru Clavel (n. 9 octombrie 1898, București – d. 23 februarie 1978, Iași) a fost un pictor interbelic român, profesor, prim secretar al Academiei de Arte Frumoase din Iași și președinte al Sindicatului Mixt de Artiști, Scriitori, Ziariști secția Plastici, Iași. A realizat nenumărate studii și tablouri ilustrând flori, natură statică, peisaje sau portrete.

## Viața și cariera artistică
Alexandru Clavel s-a născut la 9 octombrie 1898, în București, unde a urmat studiile primare (1905-1909) și liceale (1910-1913 - Liceul Dinicu Golescu). În anul 1921 s-a stabilit la Iași, unde, influențat de tatăl său, Alexandre Clavel (1875-1916), arhitect francez cu o activitate remarcabilă, Alexandru Clavel a început studiile la Academia de Arte Frumoase la 10 septembrie 1921 - 4 ani curs comun și 3 ani specializare – și a absolvit secția de pictură în luna iunie a anului 1927 avându-i ca profesori pe Octav Băncilă, Gheorghe Popovici și Ștefan Dimitrescu.

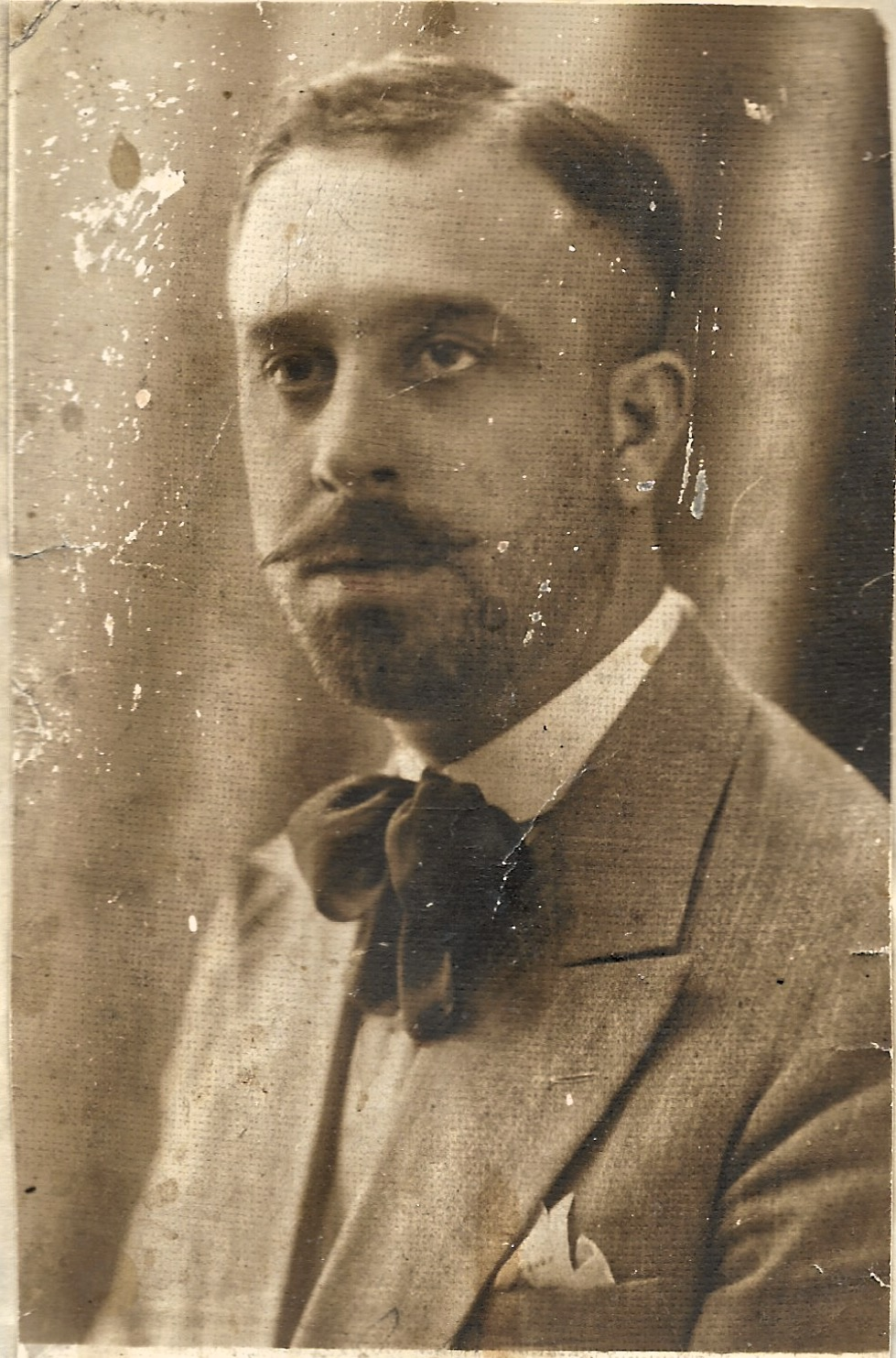

La Belle Arte a petrecut aproape 25 de ani timp în care a obținut gradația I, a fost prim secretar al Academiei (1940-1948), membru de Sindicat delegat de către Sindicatul Artelor Plastice secția Iași ca reprezentant la congresul Uniunii Sindicatelor de artiști profesioniști. Ca pictor a expus lucrări la diferite expoziții personale, colective și de stat, întotdeauna bine apreciate de asemenea premiat de Ministerul Artelor în mai multe rânduri, lucrările fiindu-i achiziționate pentru colecțiile de stat.
În perioada 1 septembrie 1927 – 1 decembrie 1940 a fost profesor, prin Ordinul Ministerului Instrucțiunii Publice i se acordă dreptul de Maestru de Desen și Caligrafie la Școala profesională de fete „Steaua” din Iași (1924-1927) și la Liceul de băieți „M. Kogălniceanu” Iași (1927-1940) între timp, în 1919, căsătorindu-se cu Elena Constantinescu.
Între anii 1928-1942 funcționează ca profesor de desen la mai multe licee din Iași, perioadă în care a funcționat și ca secretar la Academia de Arte Frumoase din Iași până la pensionare.
În februarie 1932, primește o scrisoare din partea Asociației Artiștilor Plastici Români CURENTUL ARTISTIC ROMÂNESC București prin care i se atribuie dorința de a face cunoscut ecoul inițiativei de a organiza filiala asociației în Iași și totodată de a lua toate măsurile pentru organizarea unui prim Salon în capitala Moldovei.
În 1938 se înființează Salonul Oficial al Moldovei la alegerea juriului Salonului Oficial din București iar Clavel este ales a membru în juriul Salonului Oficial al Moldovei în anul 1945.
Tot în 1938 este invitat în societatea TINERIMEA ARTISTICĂ.
În 1939 devine Membru al Sindicatului Artelor Plastice și în Corpul Artiștilor Plastici în anul 1943 (adresa Minist. Artelor nr. 15090/43)
În 1936 participă alături de Nicolae Toniza împreună cu „echipa”: Călin Alupi, Corneliu Baba, Serafim Bodnariuc, Mihai Cămăruț, I. L. Cosmovici, Nicolae Popa, I. Țolea ș. a.) la pictarea mânăstirii Durău.

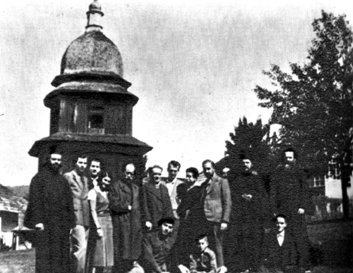
Durău, 1936. Toniza și părintele Mătasă împreună cu „echipa”: Călin Alupi, Corneliu Baba, Serafim Bodnariuc, Mihai Cămăruț, Al. Clavel, I. L. Cosmovici, Nicolae Popa, I. Țolea ș. a.)

În 1948 a devenit președinte al secției plasticienilor din Sindicatul MIXT de Artiști, Scriitori, Ziariști din Iași.
Din 1950 până în 1959 a executat diferite machete și panouri în cadrul Direcției Regionale C.F.R. Iași.
Membru al sindicatului muncitoresc CFR și PTT din anul 1955.
În 1964 a fost responsabil al secției Artă plastică a Cenaclului Literar și de Artă Viața Iași
Cu o importantă experiență artistică și sindicală, Clavel este nevoit să înceteze activitatea artistică din pricina unui eveniment neplăcut care a avut să-i umbrească realizările pentru o perioadă considerabilă.

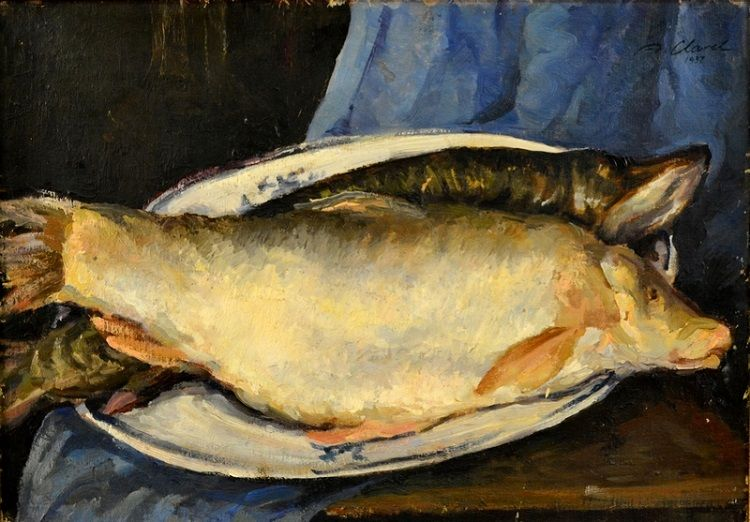
Alexandru Clavel, Natură statică cu crapi, pictură, ulei pe pânză

## Memoriu de activitate
„Subsemnatul CLAVEL ALEXANDRU, pictor, domiciliat în Iași, str. Păcurari nr. 137, am urmat cursurile Academiei de Arte Frumoase din Iași în anii 1921-1927 absolvind secția picturii. Din anul 1925 am activat necontenit ca pictor în expoziții personale, colective și oficiale. Menționez aici mai jos, în ordine cronologică, activitatea mea profesională:

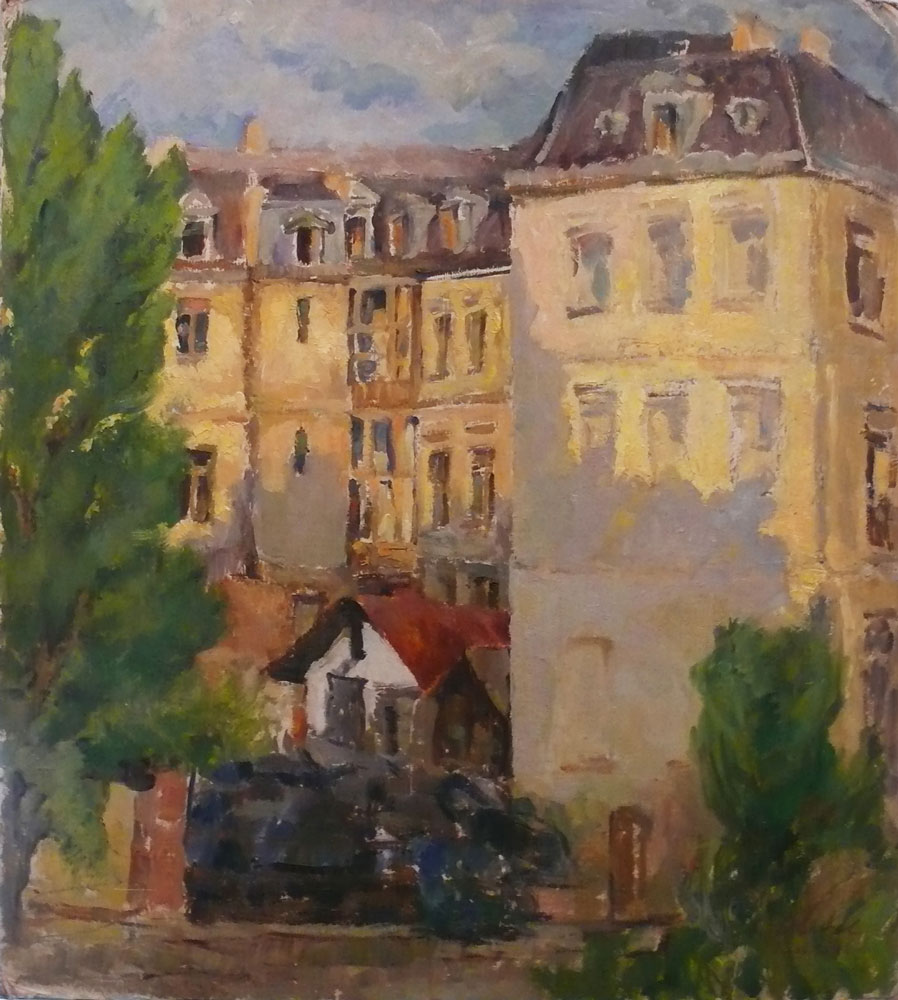
Alexandru Clavel, Peisaj urban, pictură, ulei pe pânză

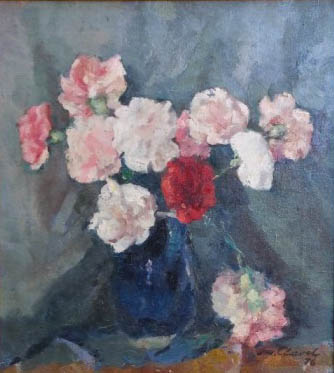
Alexandru Clavel, Flori, ulei pe pânză

În anul 1925, expoziție colectivă cu grupul de artiști plastici ieșeni în Iași sala Brascu.
În anul 1926, expoziție colectivă în orașul Constanța sala Traian.
În anul 1927, expoziție personală la Iași, strada Lăpușneanu.
În anul 1928, expoziție personală în Iași, atelierul fotografic Suchăr.
În anul 1929, expoziție colectivă cu grupul artiștilor ieșeni la Academia de Arte Frumoase. Tot în acest an am luat parte și la Salonul Oficial al Ministerului Artelor București.
În anul 1930, participant la Salonul Oficial de Desen și Gravură din cadrul Ministerului Instrucțiunii Publice București.
În anul 1932, participant la Salonul Oficial al Artiștilor Moldoveni din Iași Academia de Arte Frumoase.
În anul 1934, participant la Expoziția Luna Iașilor, Palatul Municipal Iași.
În anul 1935 participant la Expoziția Salonul Oficial de Pictură și Sculptură București.
Idem în anul 1937.
În anul 1938, expoziție colectivă cu un grup de artiști ieșeni la București Sălile Dalles.
În anul 1939, particip la Salonul Oficial al Artiștilor Ieșeni din cadrul Academiei de Arte Frumoase Iași.
În anul 1940 idem la Salonul Oficial al Moldovei.
În anii 1941-1944 am participat cu lucrări la Salonul Oficial al Moldovei.
În 1945 am luat parte cu lucrări de alb-negru la Expoziția Artiștilor Ieșeni organizată în sala ARLUS Iași, cu tema Cum văd artiștii ieșeni orașul lor drag.
În anul 1946 am expus lucrări personale la Salonul Oficial al Moldovei din cadrul Academiei de Arte Frumoase Iași.
În anul 1947 am participat cu lucrări personale la Expoziția organizată de filiala Iași a Uniunii de Artiști, Scriitori, Ziariști.
În anul 1948 am luat parte la Expoziția grupului plastic Flacăra din București. Tot în acest an am expus lucrări personale la Regionala Moldovei din cadrul Ministerului Artelor și Informațiilor.
Idem la expoziția de alb-negru organizată de artiștii ieșeni în cadrul Fondului creației.
În anul 1949, participant la Expoziția Regională a Moldovei în Iași, organizată de Ministerul Artelor.
La expozițiile interregionale organizate de U.A.P. filiala Iași, am prezentat 5 lucrări în anul 1959 și 4 lucrări în 1960.
Ca distincții:
Diplomă specială cu medalie de aur pentru participarea la expoziția Academiei de Arte Frumoase Iași în cadrul Lunii Iașilor 1934.
Diploma acordată de Primăria Municipiului Iași, 1935.
Premiul Ministerul Artelor pentru lucrările expuse la Salonul oficial (adresa Insp. Artelor nr. 4182 din 1937)

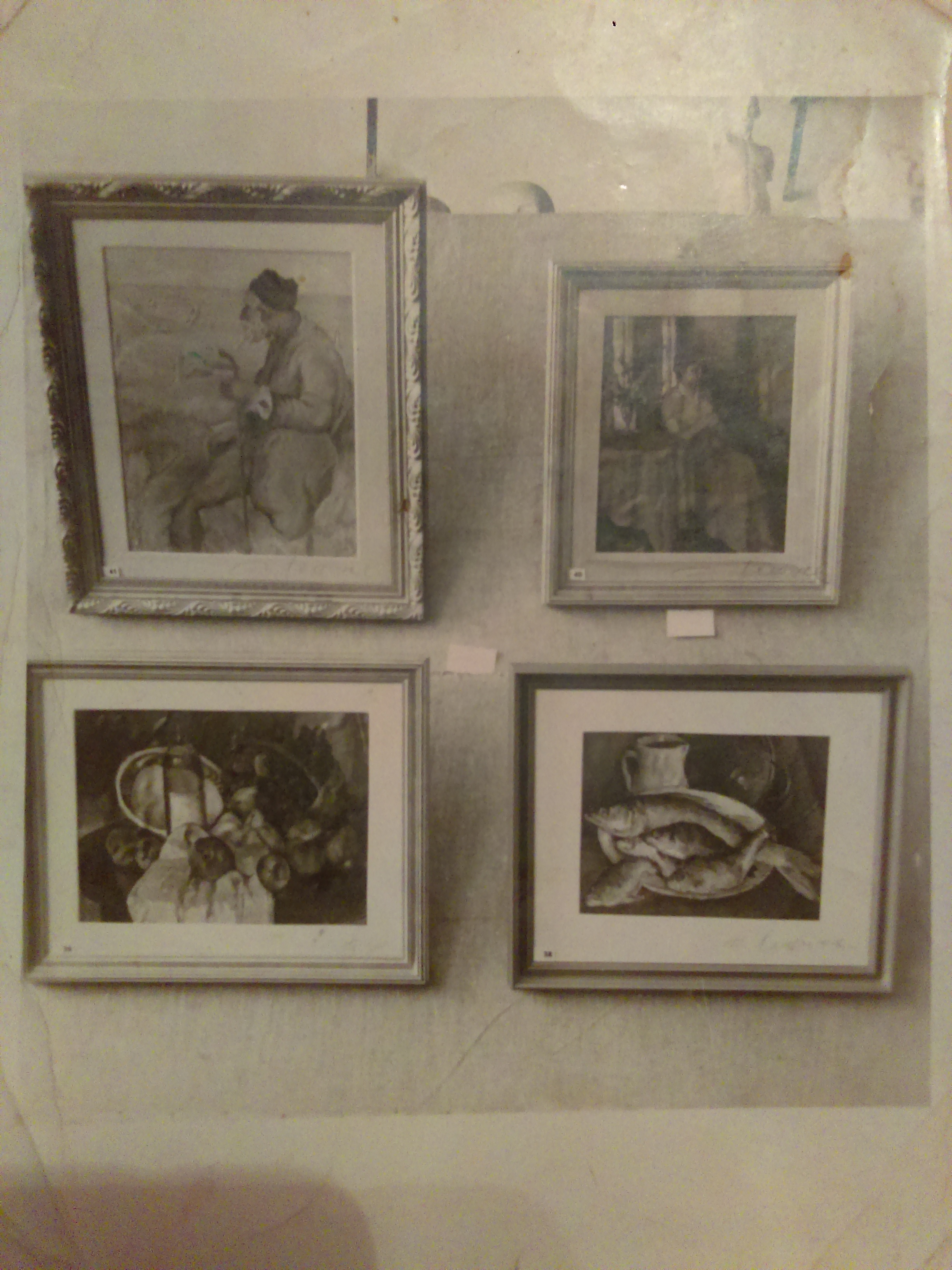
Lucrări ale pictorului Alexandru Clavel.

Idem pentru lucrările expuse în cursul anulor 1940-1942-1945.
Diploma de participant la expoziția ARLUS din anul 1945. 
Membru al Sindicatului Artelor plastice filiala Iași din anul 1939 și U.S.A.Z. în anii 1946-1947.
Idem în corpul Artiștilor plastici București.
Reținut lucrări de Ministerul Artelor, comisia pentru achiziționări de lucrări, în anii 1938, 1942, 1943, 1945.
Iași, 8 martie 1969”

## Activitate sindicală
Ales ca reprezentant al artiștilor plastici pentru constituirea secției sindicale Iași, august 1945.
Ales președinte al secției sindicale a Artelor Frumoase Iași, septembrie 1945.
Ales membru în Sindicatul Mixt A.S.Z, 1946.
Reales membru în Sindicatul Mixt 1947 în comitetul biroului.
Reales președinte al Secției Sindicale a Artiștilor Plastici Ieșeni în august 1947.
Fost membru în comitetul executiv al Uniunii Sindicale de Artiști Scriitori Ziariști București, anul 1945.
Activează la uzinele Reșița în vara 1947, lucrând schițe în fabricile uzinei.

### Cronici
- Cronica Expoziția pictorului Clavel în Rampa din 7 ianuarie 1928
- N.R.: - Expoziția grupului ieșean în Gazeta din 15 februarie 1938